# Lill-Gärssjön
Lill-Gärssjön är en sjö i Umeå kommun i Västerbotten och ingår i Sävaråns huvudavrinningsområde. Sjön har en area på 0,0393 kvadratkilometer och ligger 176,4 meter över havet.

## Delavrinningsområde
Lill-Gärssjön ingår i det delavrinningsområde (712512-171480) som SMHI kallar för Utloppet av Gärssjön. Medelhöjden är 187 meter över havet och ytan är 5,94 kvadratkilometer. Räknas de 6 avrinningsområdena uppströms in blir den ackumulerade arean 34,57 kvadratkilometer. Gärssjöbäcken som avvattnar avrinningsområdet har biflödesordning 2, vilket innebär att vattnet flödar genom totalt 2 vattendrag innan det når havet efter 58 kilometer. Avrinningsområdet består mestadels av skog (74 procent). Avrinningsområdet har 0,47 kvadratkilometer vattenytor vilket ger det en sjöprocent på 8 procent.